# Panenská věž
Panenská věž (Ázerbájdžánsky Qız Qalası, Rusky Девичья башня; staré jméno: Giz Qalası - "Oční věž") je historická věž ve Starém městě Baku v Ázerbájdžánu.
Původně stála přímo na břehu Kaspického moře. Během asanace na začátku 20. století však byla od břehu moře oddělena hlavní dopravní tepnou a městskými parky.

## Stavební vývoj
Stáří věže není dosud jasně určeno. Podle ázerbájdžánské historičky Sary Ashurbeyliové pocházejí základy věže z doby mezi 4. – 6. stoletím. Historik Bretanickij pak stanovil, že věž byla zčásti postavena mezi 5. – 6. stoletím a poté dokončena ve 12. století.
Její architektonický sloh a stavební postup je dosud neznámý, odhaduje se, že mohla být dostavena architektem Masudem Ibn Davidem, který byl pravděpodobně otcem architekta, který vytvořil mardakanský Kulatý hrad stojící na Apšeronském poloostrově (Abseron Yasaqligi) na severovýchodě Baku.

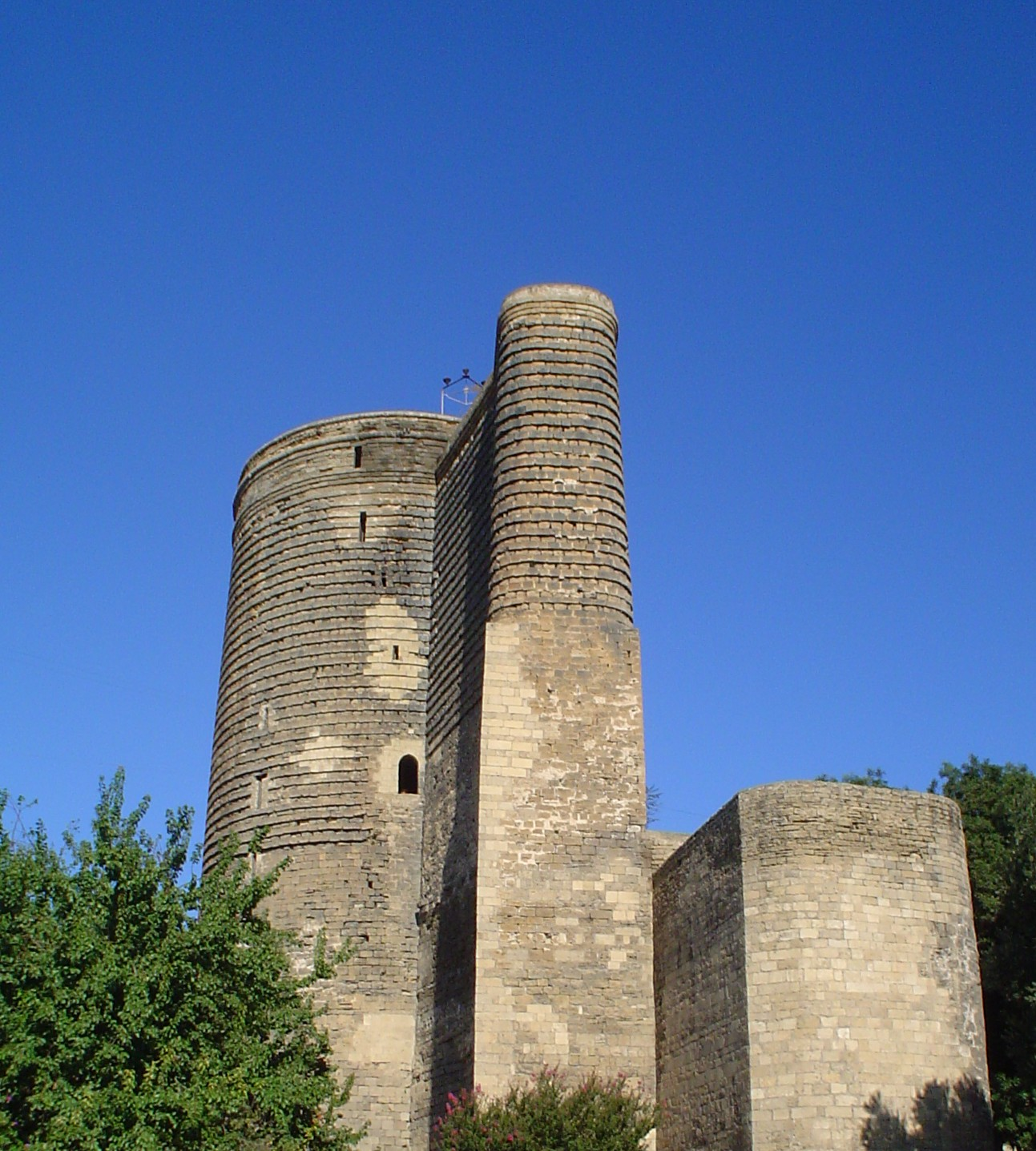
Detail věže

## Význam stavby
Panenská věž je významná pamětihodnost a jeden z největších ázerbájdžánských národních symbolů, je vyobrazena na ázerbájdžánské měně a řadě úředních dokumentů. Je sídlem muzea, prodávají se zde upomínkové předměty, tradiční textil a keramické výrobky. Pod věží jsou zachovalé vykopávky a krámky s pravými ručně tkanými koberci. Přímo pod věží se nacházejí minarety starého města, přímořský národní park, De Gaulleův dům a je odtud výhled na záliv v Baku. Večer bývá osvětlena různými barvami, obzvláště pak na svátky jara (Novruz bayram).

## Pověsti
Panenská věž je opředena mnoha legendami.
Nejpopulárnější je legenda o mladé dívce – královské dceři, se kterou se chtěl oženit její vlastní otec. Snažila se jej odradit, ale on byl neústupný. Proto mu dala za úkol postavit pro ni tuto věž a slíbila, že až bude dostavěna, vezme si ho. Král tedy začal stavět vysokou věž a dívka doufala, že snad za tu dobu změní svůj názor. Když byla věž hotova, král stále trval na svém, a tak jeho dcera skočila z věže přímo do moře a zahynula.
Mezi pravoslavnými národy je rozšířena legenda o svatém Bartoloměji, jedním z dvanácti apoštolů Ježíše Krista, který byl popraven poblíž Panenské věže. Apoštol Bartoloměj se objevil na území Baku v 1. století a hlásal křesťanství mezi pohanskými kmeny. Bartolomějovo učení bylo odmítnuto a byl popraven u zdí Panenské věže. Během archeologických vykopávek u Panenské věže byly objeveny pozůstatky starověkého chrámu, který byl identifikován jako bazilika postavená nad místem apoštolovy smrti. Existují však různé verze přesné lokalizace města Albanopol, kde podle pramenů Bartoloměj zemřel.

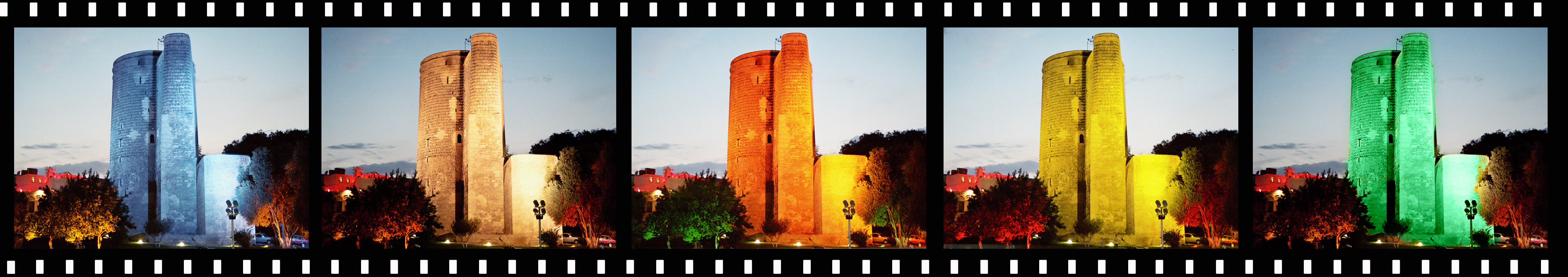
Panenská věž v Baku - noční osvětlení

## Zajímavosti
Věž nebyla nikdy násilně dobyta, a také proto se dochovala v původní podobě.
Od 13. června 1858 věž fungovala jako maják. V roce 1907 díky růstu města a městských světel byl maják na věži zrušen a přesunut na ostrov Bojuk Zira.
Od roku 2000 je zapsána jako chráněná památka na seznamu Světového dědictví UNESCO.